# 社会科勉強会
社会科勉強会（しゃかいかべんきょうかい）は、1960年頃に発足した。この勉強会は、新宿区内の社会科の教員が芳賀善次郎教頭（当時）を中心に集まり1960年7月25日第1回例会が開かれ創立。初代会長を芳賀善次郎とし、社会科教育の向上と、若手教員の育成に尽くしてきている。宮内庁東宮職の侍従を勤め、上皇明仁、上皇后美智子と親交のあった目賀田八郎は、この第四代会長である。

## 沿革
- 1960年創立[1]。

## 著作
- 社会科勉強会　『社会科勉強会・創立50周年記念誌　花も嵐も』社会科勉強会（編）、(有）二葉謄社、2010年3月。